# Thành phố trực thuộc trung ương (Đài Loan)
Thành phố trực thuộc trung ương (tiếng Trung: 直轄市; bính âm: zhíxiáshì, Hán-Việt: trực hạt thị) là một phân cấp hành chính của Trung Hoa Dân Quốc (Đài Loan). Hiện nay Đài Loan có sáu thành phố trực thuộc trung ương gồm Cao Hùng, Đài Bắc, Đài Nam, Đài Trung, Đào Viên và Tân Bắc.
Thành phố trực thuộc trung ương là cấp bậc thành phố cao nhất trong ba cấp bậc thành phố tại Đài Loan:
1. Thành phố trực thuộc trung ương
2. Thành phố trực thuộc tỉnh (tiếng Trung: 省轄市; bính âm: shěngxiáshì, Hán-Việt: tỉnh hạt thị)
3. Thành phố trực thuộc huyện (tiếng Trung: 縣轄市; bính âm: xiànxiáshì, Hán-Việt: huyện hạt thị)

## Lịch sử

### Giai đoạn còn kiểm soát đại lục
Trong giai đoạn lịch sử khi chính phủ Trung Hoa Dân Quốc còn kiểm soát đại lục Trung Quốc, có tất cả mười hai thành phố trực thuộc trung ương, gồm:
| 51 | Nam Kinh   | 南京 | Nam Kinh, Giang Tô  | 55 | Thiên Tân   | 天津   | Thiên Tân                   | 59 | Hán Khẩu   | 漢口 | Vũ Hán, Hồ Bắc         |
| 52 | Thượng Hải | 上海 | Thượng Hải          | 56 | Trùng Khánh | 重慶   | Trùng Khánh                 | 60 | Quảng Châu | 廣州 | Quảng Châu, Quảng Đông |
| 53 | Bắc Bình   | 北平 | Bắc Kinh            | 57 | Đại Liên    | 大連   | Đại Liên, Liêu Ninh         | 61 | Tây An     | 西安 | Tây An, Thiểm Tây      |
| 54 | Thanh Đảo  | 青島 | Thanh Đảo, Sơn Đông | 58 | Cáp Nhĩ Tân | 哈爾濱 | Cáp Nhĩ Tân, Hắc Long Giang | 62 | Thẩm Dương | 瀋陽 | Thẩm Dương, Liêu Ninh  |

Hệ thống cấp bậc thành phố trực thuộc trung ương được ra đời vào năm 1927 sau khi chúng được phân cấp là "thành phố" trong thập niên 1920. Các thành phố này lúc đầu được gọi là các thành phố đặc biệt (tiếng Trung: 特別市; bính âm: tébíeshì, Hán-Việt: đặc biệt thị), sau đó đổi thành thành phố trực thuộc Viện (tiếng Trung: 院轄市; bính âm: Yùanxíashì, Hán-Việt: Viện trực thị).

### Giai đoạn không còn kiểm soát đại lục
Sáu thành phố trực thuộc trung ương ở Đài Loan được thành lập sau khi Trung Hoa Dân Quốc lấy lại quyền kiểm soát đảo này sau Chiến tranh thế giới thứ hai. Đài Bắc trở thành thành phố trực thuộc Viện vào năm 1967; Cao Hùng là năm 1979; Đài Trung và Đài Nam và Tân Bắc là năm 2010, Đào Viên năm 2014. Từ năm 1994, thành phố trực thuộc Viện (Viện trực thị) chính thực được gọi là thành phố trực thuộc trung ương (trực hạt thị) nhằm nhấn mạnh tính tự chủ của các thành phố này. Ngoài sự phát triển kinh tế, chính trị và văn hoá thì luật pháp Trung Hoa Dân Quốc còn quy định loại thành phố này phải có dân số trên 1.250.000 người.

## Quản lý hành chính
Tại các thành phố trực thuộc trung ương của Đài Loan, thị trưởng là quan chức cấp cao nhất. Nhiệm kì của thị trưởng là bốn năm và dân chúng đăng ký cư trú tại thành phố đó sẽ bầu ra họ.

## Danh sách các thành phố trực thuộc trung ương
| STT | Tên       | Chữ Hán phồn thể | Tiếng Quan thoại Bính âm | Tiếng Phúc Kiến (Đài Loan) Pe̍h-oē-jī | Tiếng Khách gia Pha̍k-fa-sṳ | Dân số    | Diện tích (km²) | Ngày thành lập       | Bản đồ |
| --- | --------- | ---------------- | ------------------------ | ------------------------------------ | -------------------------- | --------- | --------------- | -------------------- | ------ |
| 1   | Cao Hùng  | 高雄市           | Gāoxióng shì             | Ko-hiông-chhī                        | Kô-hiùng-sṳ                | 2.779.790 | 2.946,2527      | 1 tháng 7 năm 1979   |        |
| 2   | Đài Bắc   | 臺北市 台北市    | Táiběi shì               | Tâi-pak-chhī                         | Thòi-pet-sṳ                | 2.688.140 | 271,7997        | 1 tháng 7 năm 1967   |        |
| 3   | Đài Nam   | 臺南市 台南市    | Táinán shì               | Tâi-lâm-chhī                         | Thòi-nằm-sṳ                | 1.883.251 | 2.191,6531      | 25 tháng 12 năm 2010 |        |
| 4   | Đài Trung | 臺中市 台中市    | Táizhōng shì             | Tâi-tiong-chhī                       | Thòi-chûng-sṳ              | 2.702.920 | 2.214,8968      | 25 tháng 12 năm 2010 |        |
| 5   | Đào Viên  | 桃園市           | Táoyuán shì              | T'ao-yüan-chhī                       | Thô-hn̂g-sṳ                 | 2.092.977 | 1.220,9540      | 25 tháng 12 năm 2014 |        |
| 6   | Tân Bắc   | 新北市           | Xīnběi shì               | Sin-pak-chhī                         | Sîn-pet-sṳ                 | 3.955.777 | 2.052,5667      | 25 tháng 12 năm 2010 |        |

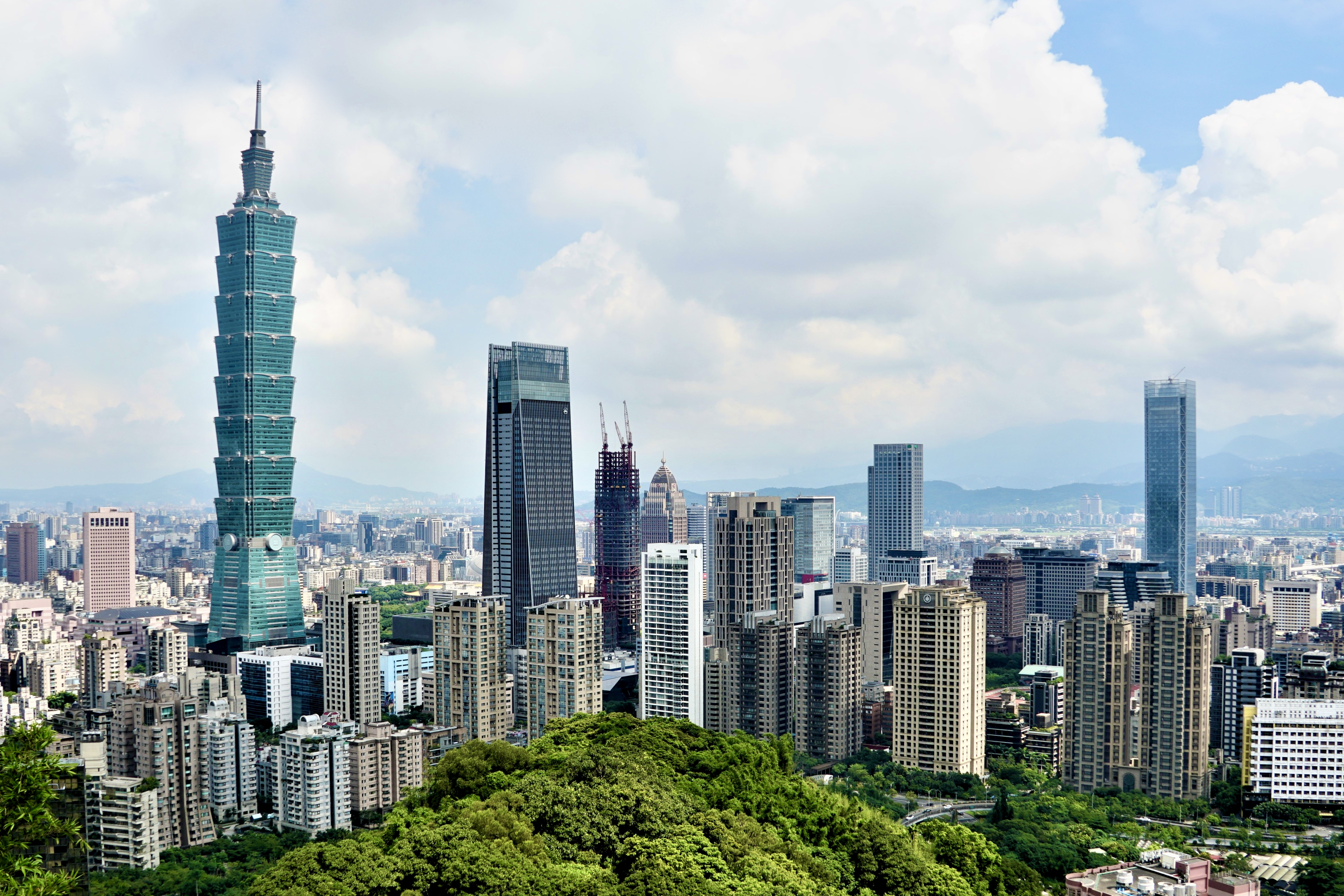
Đài Bắc
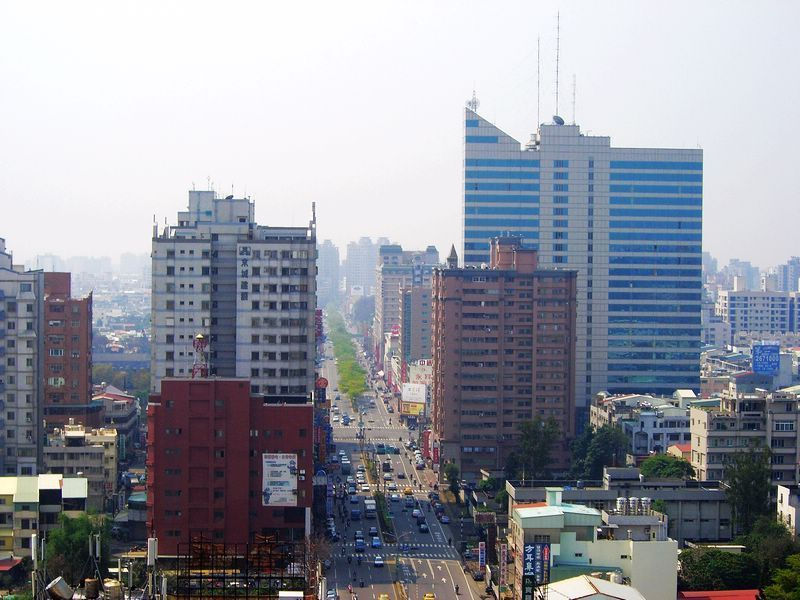
Đài Nam
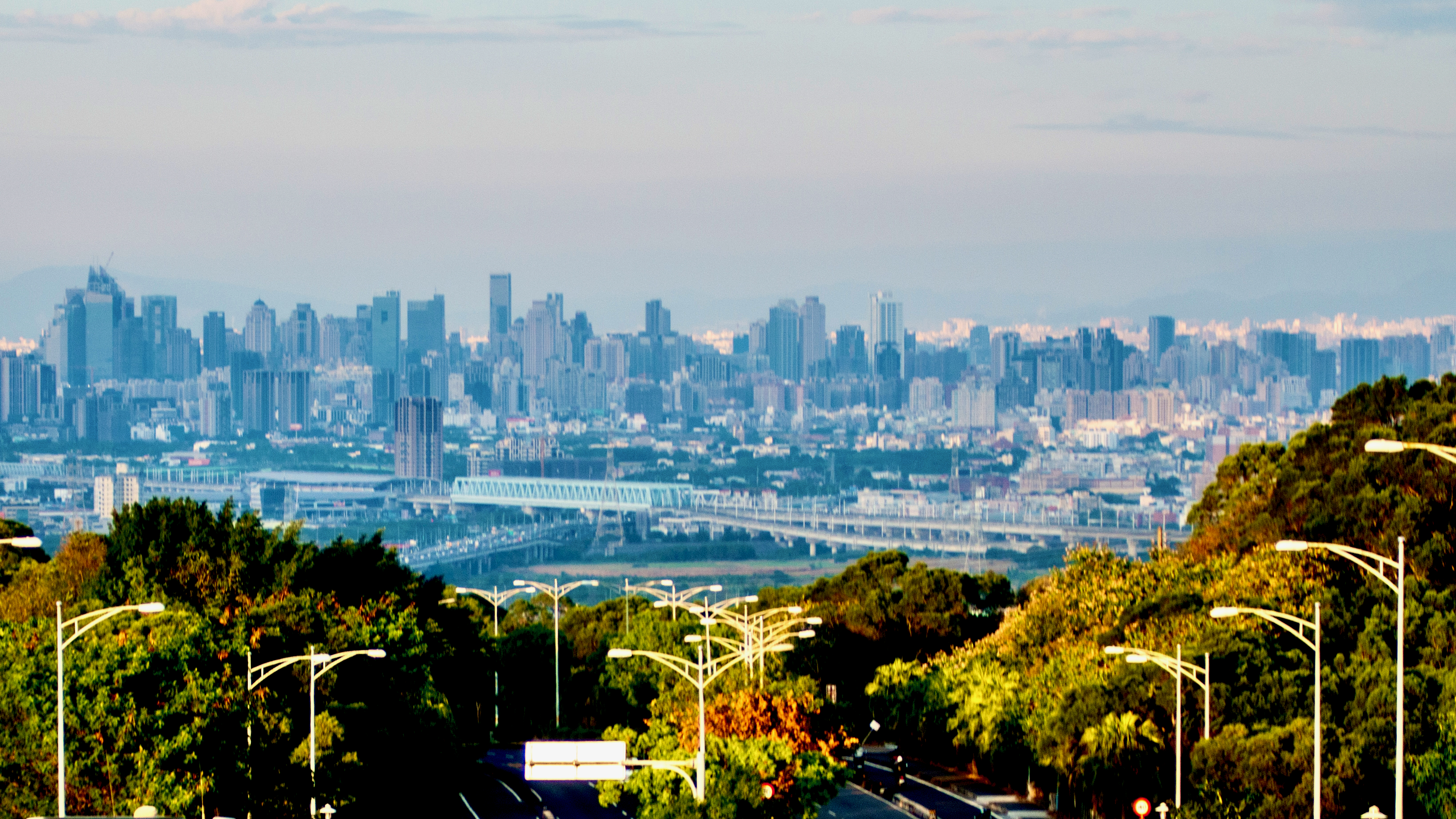
Đài Trung
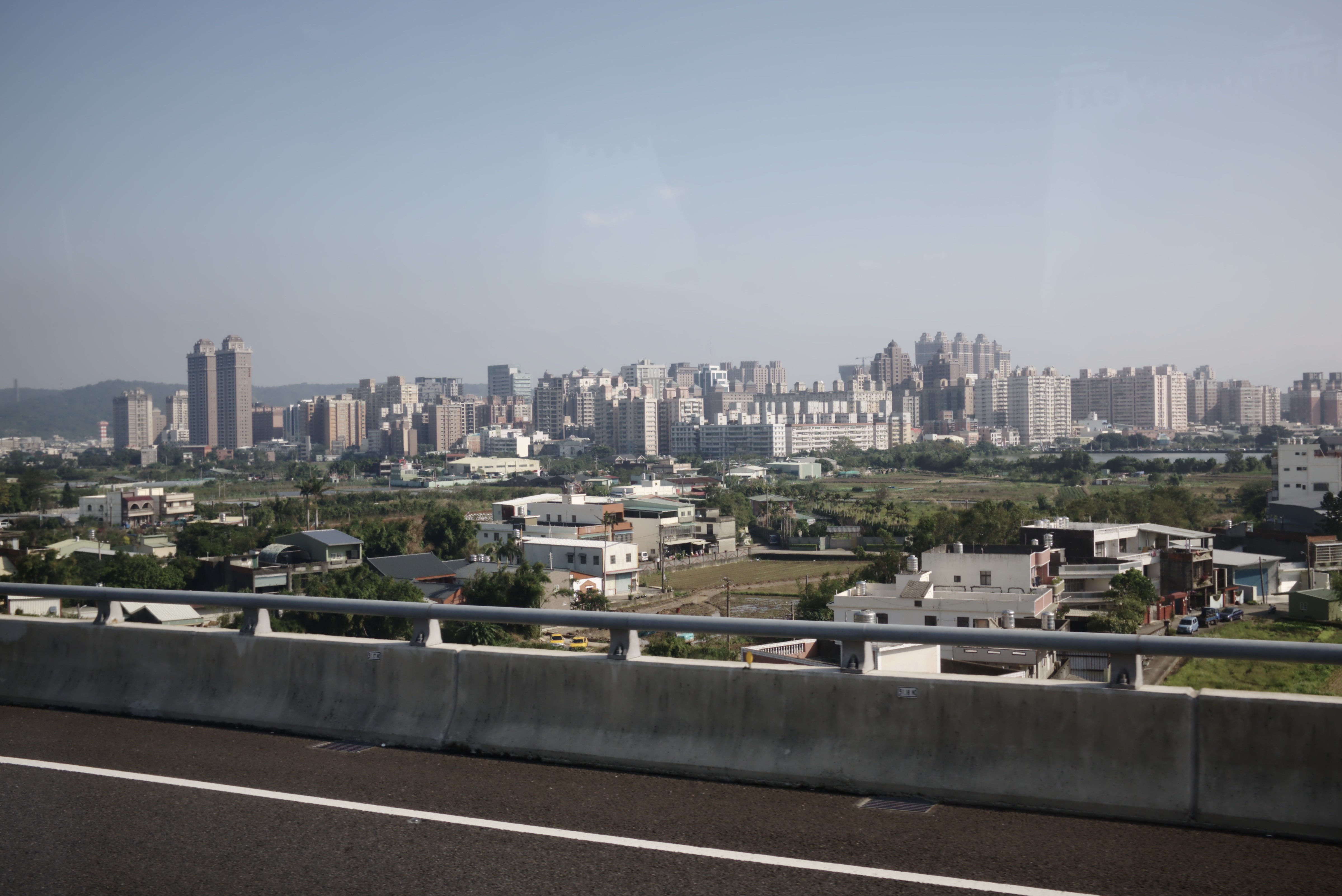
Đào Viên
Tân Bắc